# Quận của tỉnh Puy-de-Dôme
5 quận của tỉnh Puy-de-Dôme gồm:
1. Quận Ambert, (quận lỵ: Ambert) với 8 tổng và 55 xã. Dân số của quận này là 29.021 người năm 1990, 28.014 người năm 1999, tăng trưởng dân số là 3.47%.
2. Quận Clermont-Ferrand, (tỉnh lỵ của tỉnh Puy-de-Dôme: Clermont-Ferrvà) với 25 tổng và 119 xã. Dân số của quận này là 343.049 người năm 1990, và 352.752 người năm 1999, tăng trưởng dân số là 2.83%.
3. Quận Issoire, (quận lỵ: Issoire) với 9 tổng và 116 xã. Dân số của quận này là 58.157 người năm 1990, và 57.549 người năm 1999, tăng trưởng dân số là 1.05%.
4. Quận Riom, (quận lỵ: Riom) với 13 tổng và 137 xã. Dân số của quận này là 110.173 người năm 1990, và 109.659 người năm 1999, tăng trưởng dân số là 0.47%.
5. Quận Thiers, (quận lỵ: Thiers) với 6 tổng và 43 xã. Dân số của quận này là 57.813 người năm 1990, và 56.292 người năm 1999, tăng trưởng dân số là 2.63%.